# Clitocybe
Clitocybe (Fr.) Staude, Schwämme Mitteldeutschlands: XXVIII, 122 (1857)
Al genere Clitocybe appartengono funghi terricoli, di dimensioni varie, con colori variabili ma non vivaci.

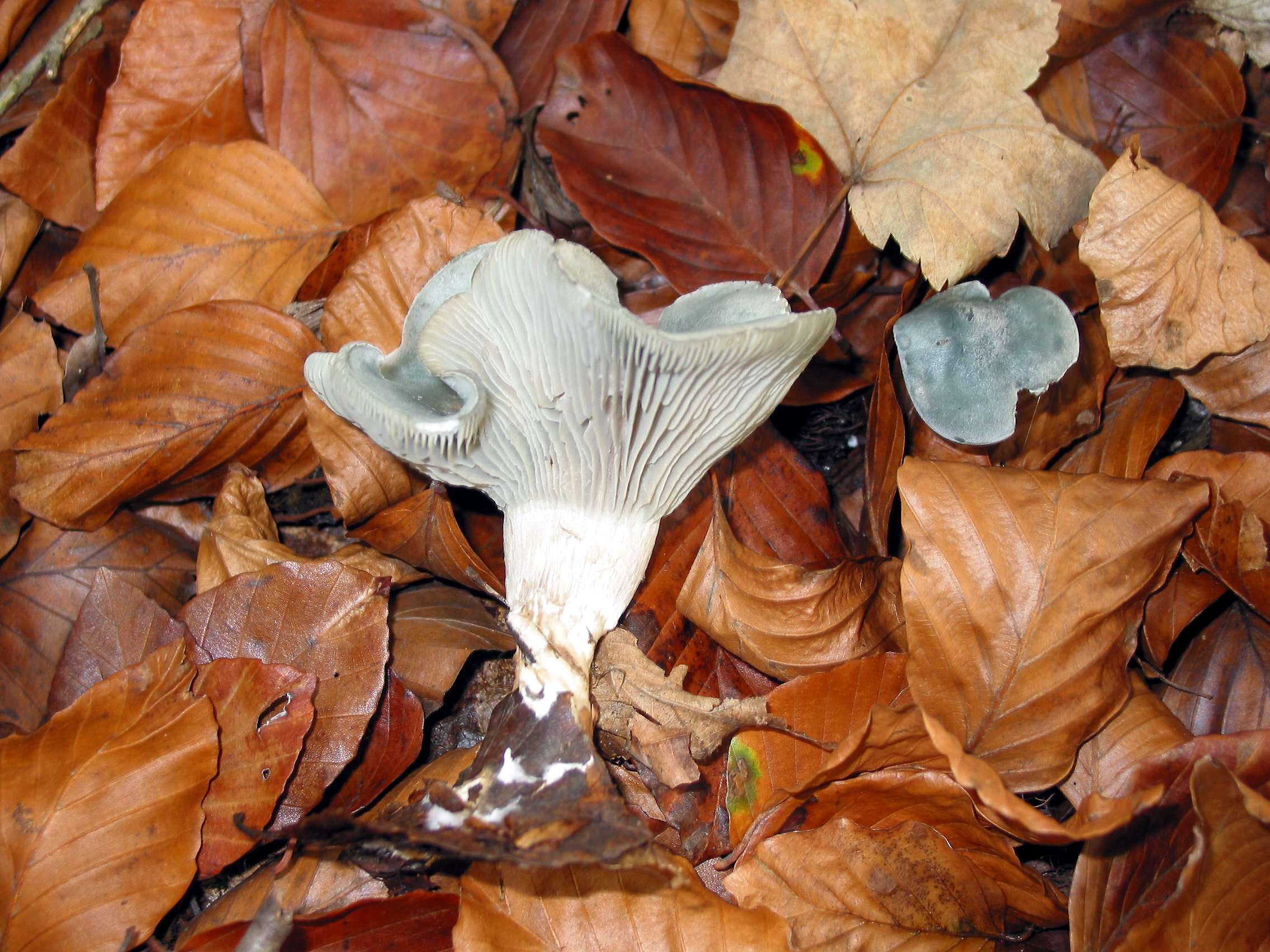
Clitocybe odora

## Etimologia
Dal greco klitos (κλίτος) = pendio e kúbe (κύβη) = testa, cioè dalla testa inclinata, per la forma del cappello.

## Descrizione

### Cappello
Si presenta generalmente imbutiforme.

### Lamelle
Sono decorrenti, fitte e sottili.

### Gambo
Non possiede né anello, né volva ed è difficilmente staccabile dal cappello.

## Commestibilità
Non molto rilevante.
Poche le specie commestibili mentre la maggior parte è considerata tossica o velenosa, in particolare le Clitocybe bianche di piccola taglia che contengono, tra le varie tossine, anche la muscarina.
Alcune delle specie eduli sono di ottimo valore alimentare, come ad esempio:
1. la Clitocybe geotropa
2. La Clitocybe gibba
3. specie interessante è la Clitocybe odora che presenta odore e sapore fortemente "anisati", al punto che l'eccessivo consumo può risultare fastidioso; per tale motivo si consiglia di consumarlo nel "misto" per conferirvi un pregevole sapore d'anice.

## Tassonomia

### Sottospecie
Al genere Clitocybe appartengono una settantina di specie, di cui solo alcune commestibili.
Oltre alle specie innanzi citate, altre specie appartenenti al genere sono:
- Clitocybe alexandrii
- Clitocybe clavipes
- Clitocybe costata
- Clitocybe dealbata
- Clitocybe cerussata
- Clitocybe phyllophila
- Clitocybe rivulosa
- Clitocybe sinopica

### Specie simili
Un tempo il genere Clitocybe annoverava molte più specie; a tutt'oggi le specie mancanti risultano ascritte ad altri generi, come ad esempio:
- Armillaria tabescens - ex Clitocybe tabescens.
- Lyophyllum connatum - ex Clitocybe connata.
- Omphalotus olearius - ex Clitocybe olearia.
- Ossicaulis lignalitis - ex Clitocybe lignatilis.
- Leucopaxillus giganteus- ex  Clitocybe gigantea .
- Tutte le specie del genere Lepista, ivi compresa L. nebularis.

## Galleria d'immagini

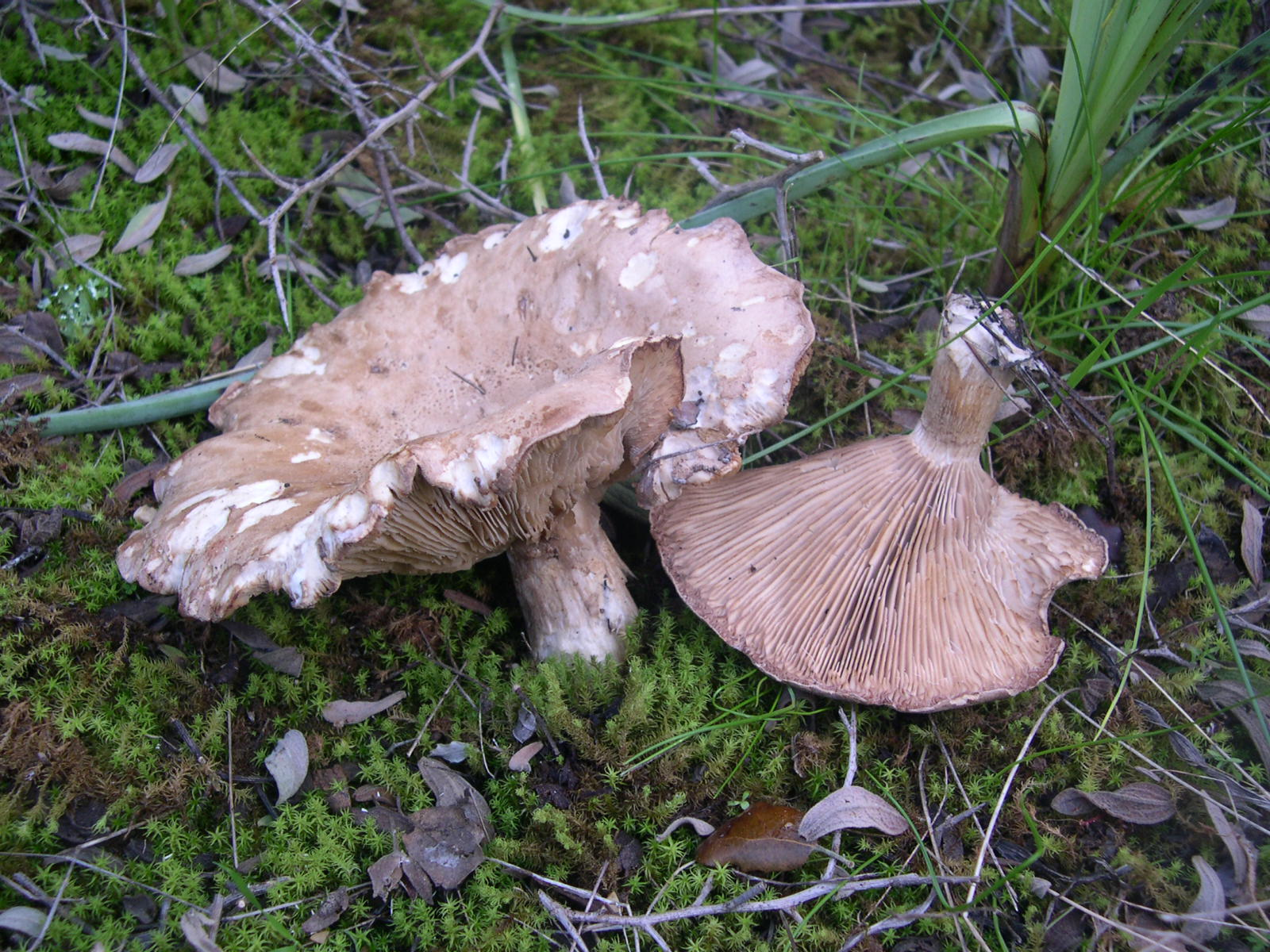
Clitocybe alexandrii
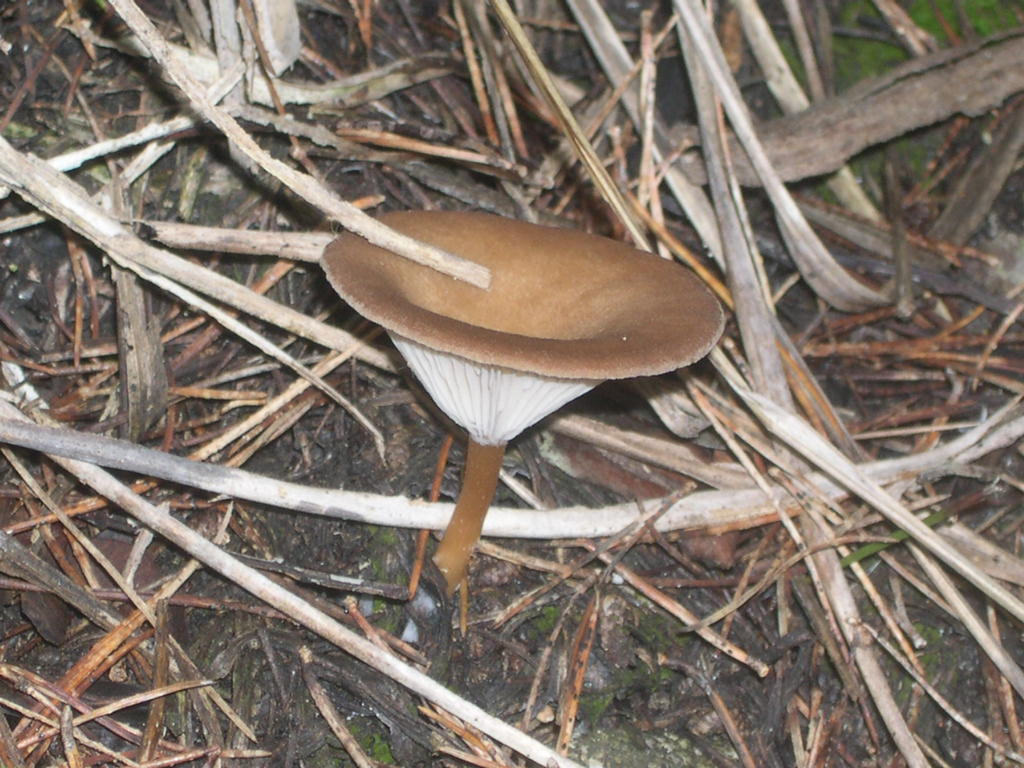
Clitocybe costata
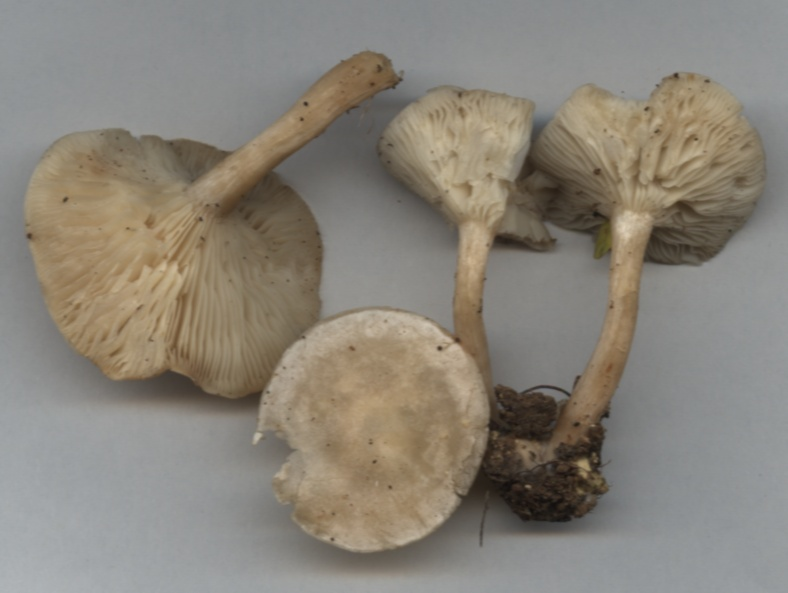
Clitocybe dealbata
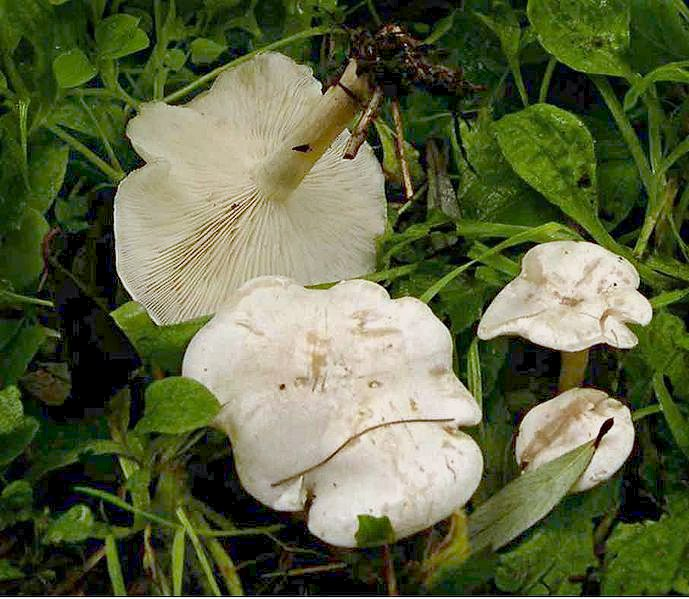
Clitocybe dealbata
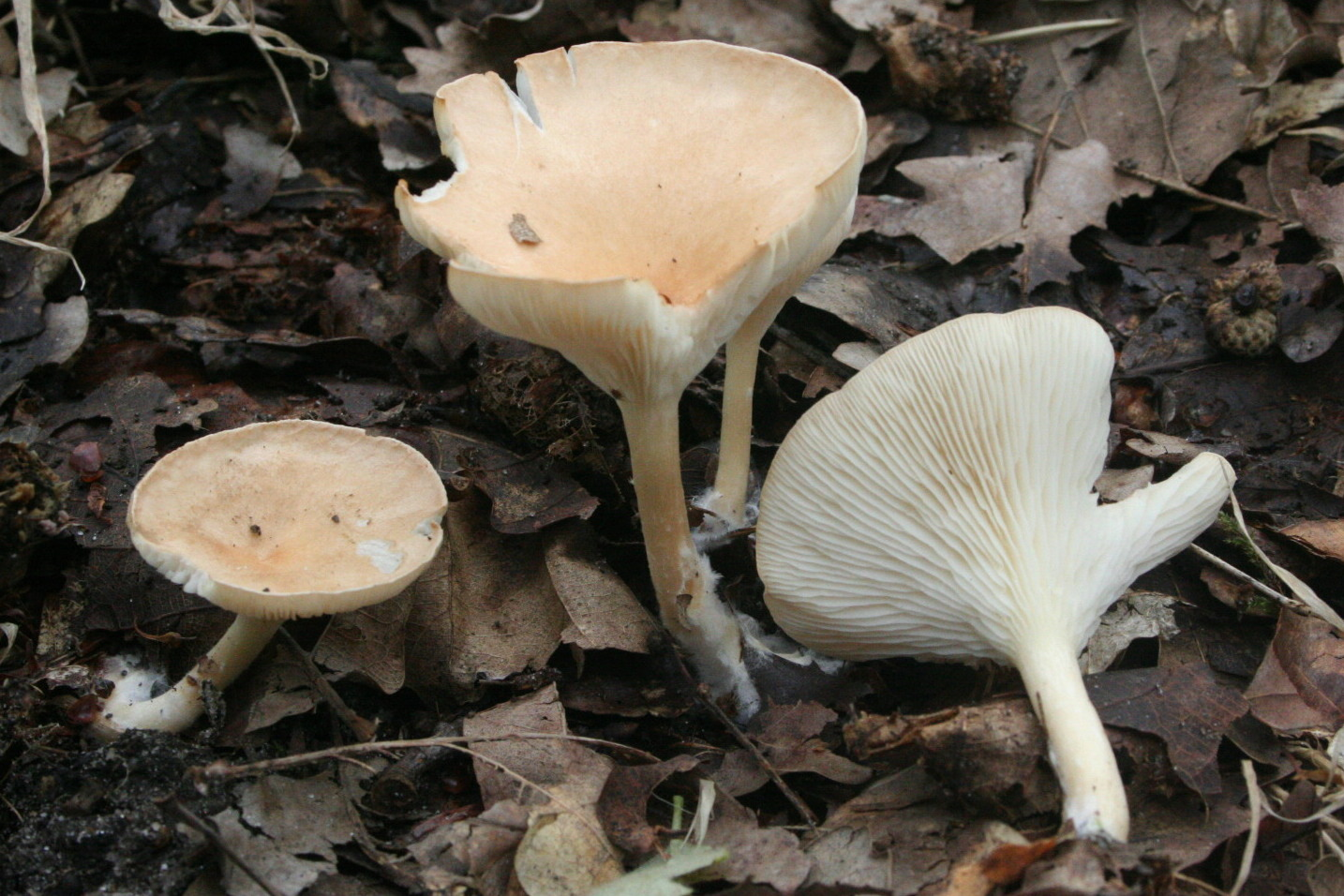
Clitocybe gibba
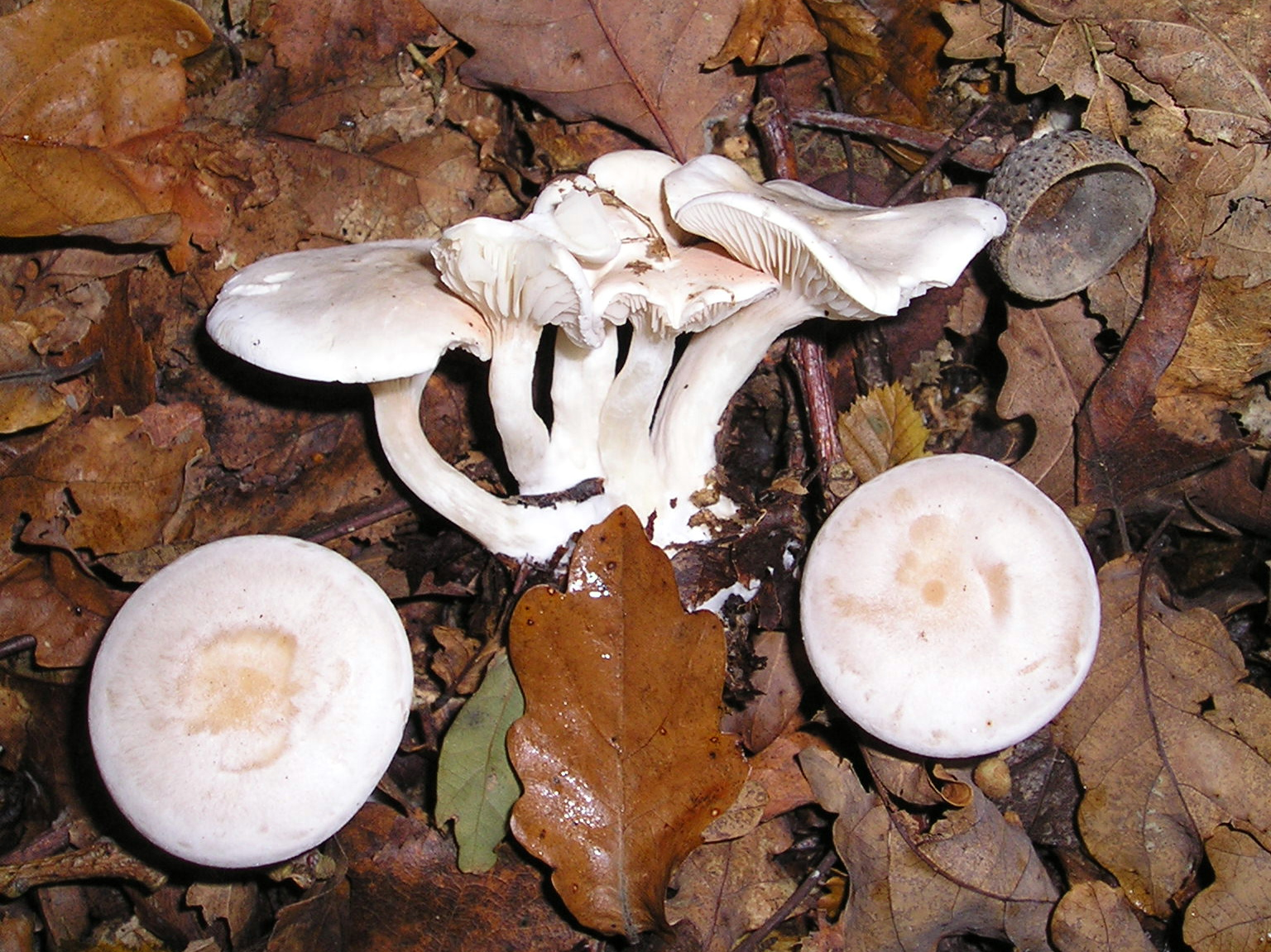
Clitocybe phyllophila